# Ayizo (peuple)
Pour les articles homonymes, voir Ayizo.
Les Ayizo (Ayizɔ, Aïzo, Ayizo̱, Ayize, Ayzo) sont une population vivant dans le Sud du Bénin, principalement dans le département de l'Atlantique, à un moindre degré dans celui du Mono.

## Langues
Ils parlent l'ayizo-gbe, une langue gbe. Le fon et le français sont également utilisés.

## Population
Lors du recensement de 1992 au Bénin, la population ayizo a été estimée à 328 237 personnes. Un croisement de sources permet d'avancer que le nombre total se situerait entre 231 000 et 328 000. 
Les Ayizo sont majoritairement animistes, mais le christianisme est présent dans la région, de même que l'islam, quoique moins fortement.

## Aire sociolinguistique
L'Atlas sociolinguistique de 1983 permet de situer plus précisément ces communautés dans les villages suivants :
Sous-préfecture d'Abomey-CalaviAkassato, Zinvié, Kansoukpa et Togba ; ville d'Abomey-Calavi
Sous-préfecture d'AlladaHinvi, Ahito et Loto-Dénou ; ville d'Allada
sous-préfecture de KpomassèGbèfadji et Dékanme
Sous-préfecture de Toffo
Sous-préfecture de Tori-Bossito
Sous-préfecture de ZèWawata et Zounto-Hunsagodo
Sous-préfecture de Grand-PopoTokpa-Aizo et Kotokoli